# Marpes
Marpes är en by och ett naturreservat och Natura 2000-område på Fårö i Gotlands kommun.
Reservatet domineras av Marpesträsk samt strandområdet ned mot ön Marpesholm. Marpesträsk är beläget i en svacka omgivet av steniga betesmarker. På dess norra sida har gungfly beväxt med axag, knappag och hirsstarr. I de sanka partierna påträffas även spikblad, vattenklöver, vattenmynta, höstspira, dystarr och flaskstarr samt den ovanliga gulyxnen. I buskområdena intill sjön kan man finna storsileshår, rundsileshår och majviva. Vid norra stranden finns även en liten stuga, där det växer vita och röda näckrosor, med all sannolikhet inplanterade.